# Ácido metanossulfônico
O ácido metanossulfônico é o mais simples da classe dos ácidos sulfônicos orgânicos, que possuem a fórmula geral R-S(=O)2-OH, onde R é usualmente um hidrocarboneto de cadeia lateral, no caso, um radical metilo, CH3-.
Possui fórmula CH3SO2OH. É um reagente regularmente usado em química orgânica.
Seus sais orgânicos ou ésteres são chamados também de mesilatos.
Forma sais inorgânicos com metais, como por exemplo o cério, podendo propiciar estes sais oxidações catalíticas de álcoois e dióis